# Freira
De freira ook wel madeirastormvogel (Pterodroma madeira, niet te verwarren met het madeirastormvogeltje, Oceanodroma castro) is een tot de stormvogels en pijlstormvogels behorende vogel. Het is de meest bedreigde zeevogel in Europa die uitsluitend nestelt op het eiland Madeira.

## Beschrijving
Deze stormvogel heeft relatief lange vleugels en is 32 tot 34 cm lang met een spanwijdte van 80 tot 86 cm en een gemiddeld gewicht van 290 gram. Deze stormvogel lijkt op op het eerste gezicht op de Kuhls pijlstormvogel (Calonectris diomedea), maar verschilt daarvan door de donkere ondervleugel en geringer formaat (de Kuhls stormvogel heeft een spanwijdte van 112 tot 126 cm). Hij lijkt daarmee het meest op de sterk verwante Kaapverdische stormvogel (Pterodroma feae). Voor de waarnemer in het veld is hij daarvan praktisch niet te onderscheiden. De bovenkant van de kop is iets lichter en de snavel is kleiner en dunner dan die van de Kaapverdische stormvogel.

## Voorkomen en leefgebied

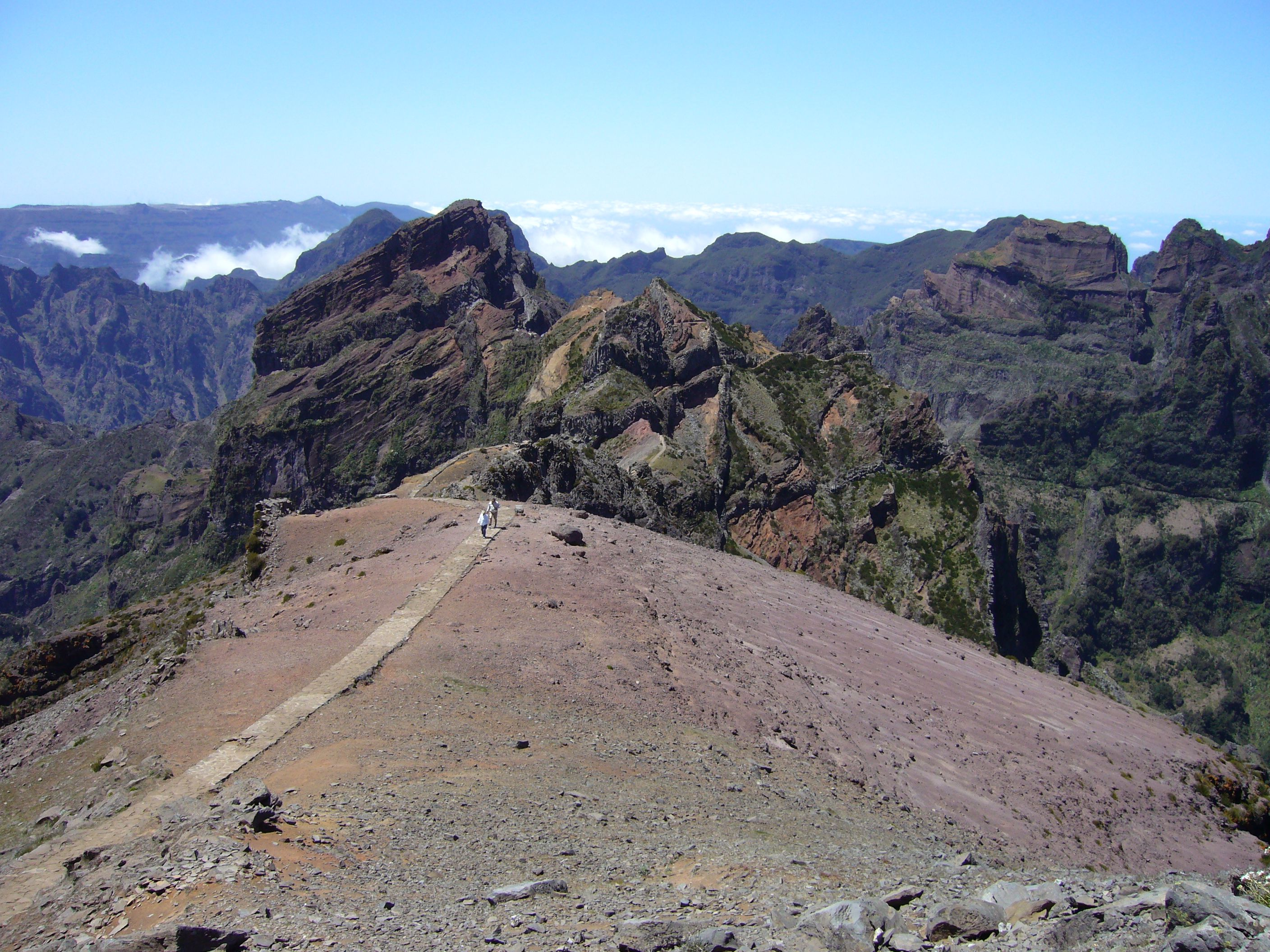
Pad in het centrale bergland richting broedplaatsen freira

De freira moet vroeger een veel ruimere verspreiding hebben gehad op Madeira en Porto Santo zo blijkt aan onderzoek aan halffossielen. De zeevogels broeden in holen op begroeide berghellingen op ongeveer 1600 m boven zeeniveau. Buiten de broedtijd verblijven ze op volle zee en bestrijken dan de hele Atlantische Oceaan, noordelijk tot de Britse Eilanden en Newfoundland en zuidelijke tot de kusten van het noordoosten van Zuid-Amerika, West-Afrika en het eiland Sint Helena. De vogels voeden zich dan waarschijnlijk met vis en pijlinktvis.

## Status
In 2006 bleek uit onderzoek dat er in het centrale bergland van het eiland nog zes ontoegankelijke rotsrichels zijn met in totaal 53 tot 63 nesten van de freira. In 2010 woedde een bosbrand in het gebied met de nestholen waardoor volwassen vogels en 65% van de jongen stierf. Wat het langetermijneffect is van deze brand, is nog niet bekend. In ieder geval blijft de status "bedreigd" op de Rode Lijst van de IUCN gehandhaafd.